# 8793 Томасмюллер
8793 Томасмюллер (8793 Thomasmüller) — астероїд головного поясу, відкритий 22 серпня 1979 року.
Тіссеранів параметр щодо Юпітера — 3,434.